# Волинець Євгеній Валерійович (політик)
Волинець Євген Валерійович — Народний депутат України 6-го скликання з листопада 2007 р., обраний за списками КПУ. 
 член КПУ (з 1996); ВР України, член Комітету будівництва, містобудування і житлово-комунального господарства та регіональної політики (з 12.2007); секретар Шахтарського МК КПУ

## Біографія
Народився 5 березня 1978 у місті Шахтарськ Донецької області в сім'ї робітників, його мати Наталія Семенівна працювала касиром шахти ім. Першого Травня.
Освіту здобув у Торезькому гірничому технікумі ім. Засядька, яку закінчив у 2007 році по спеціальності «розробка гірничих виробок».
З 1996 року по  травень 2004 року був гірничим робітником з ремонту гірничих виробок на шахті «Вінницька» у Шахтарську. Потім, протягом року займав посаду прохідника на шахті ім. Першого Травня.
На праламентських виборах 2007 року був обраний народним депутатом України 6-го скликання по списку Комуністичної партії України, у якому був № 2. На час парламентських виборів був прохвдником шахти ім. В. І. Чапаєва у Шахтарську та членом КПУ.
10 серпня 2012 року у другому читанні проголосував за Закон України «Про засади державної мовної політики», який суперечить Конституції України, не має фінансово-економічного обґрунтування і спрямований на знищення української мови. Закон було прийнято із порушеннями регламенту.
Залишався депутатом до грудня 2012 року.